# Антьє Фольмер
Антьє Фольмер (нім. Antje Vollmer; 31 травня 1943, Люббекке, Вестфалія — 15 березня 2023) — німецька політична діячка, членкиня партії «Союз 90/Зелені», письменниця та протестантський теолог. З 1994 по 2005 рік була віцепрезидентом німецького Бундестагу.

## Життєпис
У 1970-х роках вона була політично активною в Маоїстській антиімперіалістичній лізі в середовищі організаційної структури маоїстської Комуністичної партії Німеччини, але не приєдналася до партії. У 1985 році Фольмер приєдналась до «Партії зелених», яка вже представляла їх у Бундестазі з 1983 року. Через партійний принцип ротації вона була змушена відмовитися від депутатського мандата в 1985 році, але була переобрана в 1987 році та знову в 1994, 1998 і 2002 роках.
У листопаді 1994 року Фольмер був першим політиком «Партії зелених», обраним до Президії Бундестагу. Вона залишалася віцепрезидентом Бундестагу до виборів 2005 року, після чого не балотувалася на переобрання.
У 2009 році Фольмер отримала звання запрошеного професора з політичного менеджменту в Школі управління Університету Ессен-Дуйсбург Північного Рейн-Вестфалії. Вона проводила як семінари, так і лекції в університеті.
Фольмер була одною з перших, хто підписав «Відкритий лист» стосовно позиції Німеччини щодо російсько-української війни у квітні 2022 року, в якому вимагала не підтримувати Україну зброєю, щоб «запобігти третій світовій війні».